# Owen Jochmans
Owen Jochmans (28 januari 2003) is een Belgisch voetballer die onder contract ligt bij Oud-Heverlee Leuven.

## Clubcarrière
Jochmans begon zijn jeugdopleiding bij SK Kampelaar. Later stapte hij over naar OH Leuven, dat hem in 2016 zelf kwijtspeelde aan KAA Gent. In het seizoen 2020/21 stond hij op de Europese lijst van KAA Gent, dat dat seizoen in een Europa League-groep zat met TSG 1899 Hoffenheim, Rode Ster Belgrado en FC Slovan Liberec. Door de afwezigheden van Sinan Bolat en Davy Roef leek Jochmans op 5 november 2020 in doel te moeten gaan staan tijdens het derde groepsduel tegen Rode Ster Belgrado, maar tijdens de laatste training in Belgrado sloeg de toen zeventienjarige doelman zijn enkel om. Uiteindelijk kon Gent voor deze wedstrijd nog de meer ervaren Colin Coosemans in doel laten postvatten.
In 2022 keerde Jochmans terug naar OH Leuven. In de seizoenen 2022/23 en 2023/24 speelde hij opgeteld 33 competitiewedstrijden in Eerste nationale voor het beloftenelftal van de club. Vanaf het seizoen 2024/25 maakte hij vast deel uit van de A-kern van de club, al speelde Jochmans – wiens contract die zomer werd opengebroken tot medio 2026 – dat seizoen ook nog twaalf competitiewedstrijden voor de Leuvense beloften. Op 16 mei 2025 maakte de 22-jarige Jochmans zijn officiële debuut voor het eerste elftal van OH Leuven: op de voorlaatste speeldag van de Europe Play-offs liet trainer Chris Coleman hem tegen KVC Westerlo (0-2-nederlaag) in de 70e minuut invallen voor Tobe Leysen.

## Clubstatistieken
| Seizoen         | Club            | Land            | Competitie          | Competitie | Competitie | Beker | Beker | Supercup | Supercup | Europees | Europees | Totaal | Totaal |
| Seizoen         | Club            | Land            | Competitie          | Wed.       | Dlp.       | Wed.  | Dlp.  | Wed.     | Dlp.     | Wed.     | Dlp.     | Wed.   | Dlp.   |
| --------------- | --------------- | --------------- | ------------------- | ---------- | ---------- | ----- | ----- | -------- | -------- | -------- | -------- | ------ | ------ |
| 2020/21         | KAA Gent        | Vlag van België | Eerste klasse A     | 0          | 0          | 0     | 0     | —        | —        | 0        | 0        | 0      | 0      |
| 2021/22         | KAA Gent        | Vlag van België | Eerste klasse A     | 0          | 0          | 0     | 0     | —        | —        | 0        | 0        | 0      | 0      |
| 2022/23         | OH Leuven U23   | Vlag van België | Eerste nationale    | 20         | 0          | —     | —     | —        | —        | —        | —        | 20     | 0      |
| 2023/24         | OH Leuven U23   | Vlag van België | Eerste nationale    | 13         | 0          | —     | —     | —        | —        | —        | —        | 13     | 0      |
| 2024/25         | OH Leuven U23   | Vlag van België | Eerste nationale VV | 12         | 0          | —     | —     | —        | —        | —        | —        | 12     | 0      |
| 2024/25         | OH Leuven       | Vlag van België | Eerste klasse A     | 1          | 0          | 0     | 0     | —        | —        | —        | —        | 1      | 0      |
| Carrière totaal | Carrière totaal | Carrière totaal | Carrière totaal     | 46         | 0          | 0     | 0     | 0        | 0        | 0        | 0        | 46     | 0      |

Bijgewerkt op 18 mei 2025.